# Leigh Hoffman
Leigh Hoffman (né le 11 juin 2000) est un coureur cycliste australien, spécialisé dans les disciplines de vitesse sur piste. Il est notamment  champion du monde de vitesse par équipes en 2022.

## Biographie
En 2016, Leigh Hoffman déménage de Whyalla à Adélaïde pour rejoindre le SA Sports Institute, pour suivre un programme adapté entre l'école et l'entrainement sur piste. En août 2018, il participe aux mondiaux sur piste juniors (moins de 19 ans), où il se classe quatrième du tournoi de vitesse (après avoir réalisé le deuxième temps des qualifications) et sixième du keirin,. En 2021, lors des championnats d'Australie, il est deuxième de la vitesse par équipes et troisième de la vitesse individuelle. L'année suivante, il devient champion d'Australie de vitesse par équipes et se classe deuxième du keirin.
En avril 2022, lors de la manche de Coupe des nations de Glasgow, il gagne la vitesse par équipes avec Matthew Richardson et Thomas Cornish, en battant la France en finale. Fin juillet, il remporte l'or en vitesse par équipes aux Jeux du Commonwealth. Lors des mondiaux de Saint-Quentin-en-Yvelines, il devient champion du monde de vitesse par équipes, en mettant fin au règne des sprinteurs néerlandais. Il joue un rôle important dans ce succès, car en tant que démarreur, il devient le troisième homme de l'histoire à passer sous la barre des 17 secondes dans un premier tour, avec un temps record de 16,949 secondes.

## Palmarès

### Jeux olympiques
- Paris 2024
  -  Médaillé de bronze de la vitesse par équipes

### Championnats du monde
| Édition / Épreuve              | Vitesse par équipes                    |
| Saint-Quentin-en-Yvelines 2022 | Or (avec Cornish, Glaetzer et Cornish) |
| Glasgow 2023                   | Argent                                 |
| Ballerup 2024                  | Argent                                 |

### Coupe des nations
- 2022
  - 1er de la vitesse par équipes à Glasgow (avec Matthew Richardson et Thomas Cornish)
- 2023
  - 1er de la vitesse par équipes à Jakarta (avec Matthew Richardson et Thomas Cornish)
  - 1er de la vitesse par équipes à Milton (avec Matthew Glaetzer et Matthew Richardson)
- 2024
  - 1er de la vitesse par équipes à Adélaïde (avec Matthew Glaetzer, Thomas Cornish et Matthew Richardson)
  - 1er de la vitesse par équipes à Hong Kong (avec Matthew Glaetzer, Thomas Cornish et Matthew Richardson)
- 2025
  - 3e de la vitesse par équipes à Konya

### Ligue des champions
- 2024
  - 2e de la vitesse à Londres (II)

### Jeux du Commonwealth
| Édition / Épreuve | Vitesse par équipes |
| Birmingham 2022   | Or                  |

### Championnats d'Océanie
| Édition / Épreuve | Vitesse | Vitesse par équipes |
| Invercargill 2019 | 9e      |                     |
| Brisbane 2023     | Argent  | Or                  |
| Cambridge 2024    | Argent  |                     |
| Brisbane 2025     | Or      | Or                  |

### Championnats d'Australie
- 2021
  - 2e de la vitesse par équipes
  - 3e de la vitesse
- 2022
  -  Champion d'Australie de vitesse par équipes
  - 2e du keirin
- 2023
  -  Champion d'Australie de vitesse par équipes
- 2024
  -  Champion d'Australie de vitesse par équipes
  - 2e de la vitesse
- 2025
  -  Champion d'Australie de vitesse